# Весієнь (Яловенський район)
Весієнь (рум. Văsieni) — село в Яловенському районі Молдови. Утворює окрему комуну.